# Saundersia
Saundersia  (лат.) — олиготипный род однодольных растений семейства Орхидные (Orchidaceae).
Род назван в честь британского ботаника и энтомолога Уильяма Уилсона Сондерса.

## Систематика

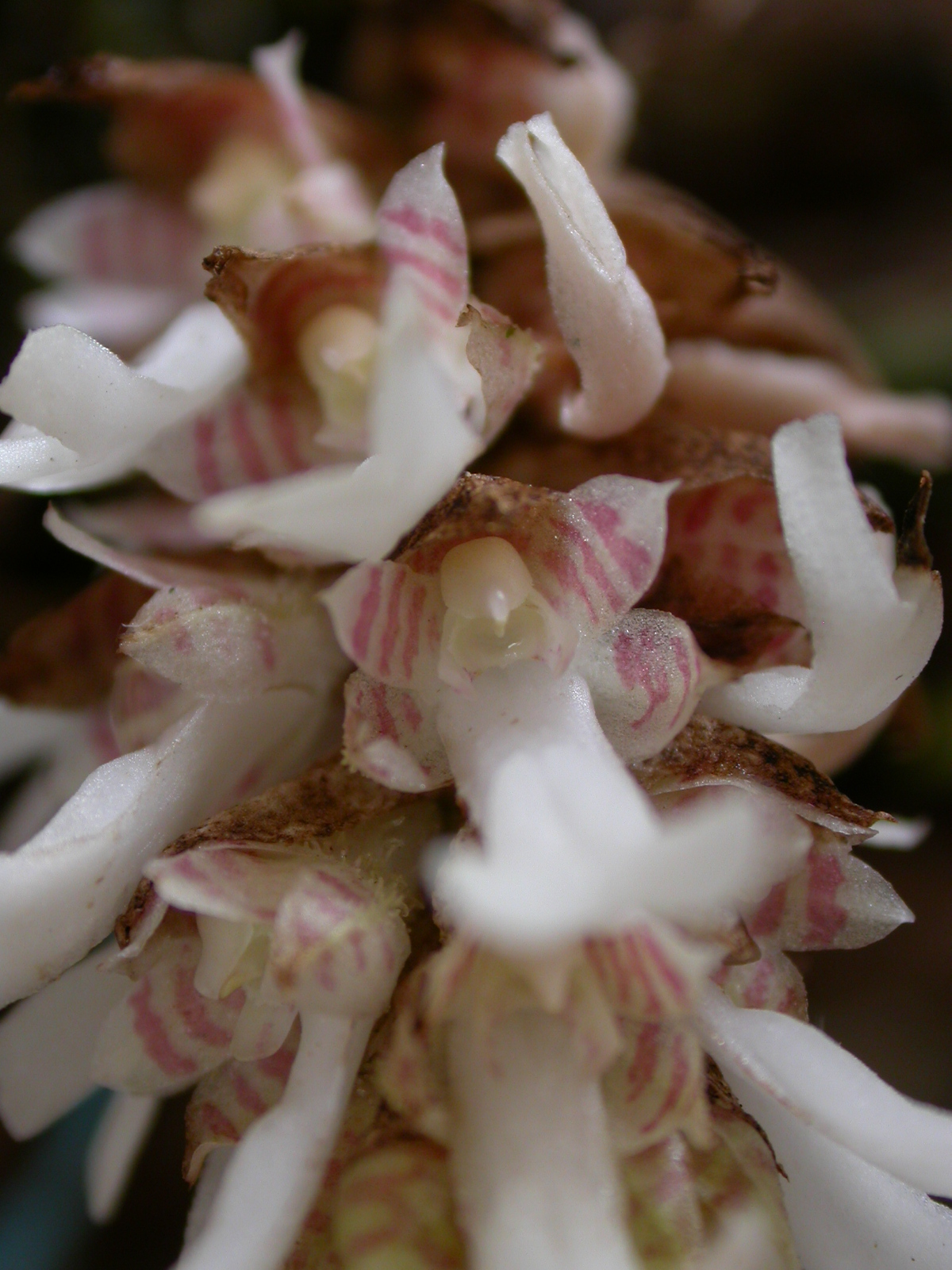
Цветки типового вида Saundersia mirabilis

По данным The Plant List на 2013 год, в состав рода включены два вида:
- Saundersia mirabilis Rchb.f. typus[3]
- Saundersia paniculata Brade

## Распространение, общая характеристика
Оба вида являются эндемиками Бразилии, произрастающими на юго-востоке страны.
Небольшие (5—8 см высотой) эпифитные травянистые растения. Псевдобульба однолистная, эллиптической формы, часто покрыта прицветниками. Лист двусторонний, кожистый. Соцветий одно или два, несут 5—40 цветков.